# The Born This Way Ball
The Born This Way Ball foi a terceira digressão mundial da cantora norte-americana Lady Gaga, em suporte ao seu terceiro álbum de estúdio Born This Way. A turnê, que percorreu a África, América do Norte, Central e do Sul, Ásia, Europa e Oceania, em um total de 99 datas, se iniciou em Seul, na Coreia do Sul a 27 de abril de 2012, e antes que pudesse ser concluída, teve seu cancelamento divulgado pela Live Nation e Haus of Gaga no dia 13 de fevereiro de 2013. O cancelamento ocorreu devido a uma lesão labral no quadril da cantora. O último show da turnê foi realizado em Montreal, no Canadá, no dia 11 de fevereiro de 2013.

## Antecedentes e desenvolvimento
Em Março de 2010, em entrevista à MTV do Reino Unido, Gaga afirmou que havia começado a trabalhar no seu terceiro álbum de estúdio e que já havia terminado de escrever o tema central do mesmo. Três meses depois, em entrevista à Rolling Stone, afirmou que o seu segundo disco já estava concluído, mas não seria lançado até 2011. "Eu tenho trabalhado nisto há meses, e sinto fortemente que foi concluído agora. Alguns artistas levam anos. Mas eu não. Foi rápido, pois escrevo todos os dias..." Em uma entrevista em Setembro, ela disse que "o álbum é o melhor trabalho perfeito que alguma vez fiz e estou muito animada com isso." Durante o lançamento do segundo single do álbum em Fevereiro de 2011, "Judas", a cantora confirmou numa entrevista que iria embarcar em uma digressão no ano seguinte, de modo a a divulgar o álbum, visitando países da América Latina pela primeira vez, marcando assim a sua terceira digressão mundial. Gaga, primeiramente, anunciou-a a 19 de Fevereiro de 2011, durante a primeira noite da terceira manga da The Monster Ball Tour. Ela afirmou que queria que esta digressão fosse uma continuação da Monster Ball, e deu um possível nome: The Born This Way Ball: The 3rd Monster Ball.[carece de fontes?] "O mais importante é que o espírito da Monster Ball não está morto, a Monster Ball vai continuar vivendo no meio do concerto novo, a ideia da Monster Ball nas minhas digressões será para sempre recordada — nós apenas iremos fazer uma espécie de evolução das variações sobre este tema: a ideia de todos os fãs se reunirem e se alegrarem sobre suas identidades, é isso que a Monster Ball propõe. É, essencialmente, como uma pintura que já criamos juntos, eu não quero fazer uma nova pintura. Eu só quero criar o próximo episódio da série, se isso faz algum sentido. Eu nunca serei o tipo de artista que diz o nome do próximo álbum e da digressão e pronto." Em Novembro de 2011, o produtor DJ White Shadow revelou que Gaga "estava a fazer preparações para a próxima viagem", complementando que o seu objectivo para o ano seguinte seria "continuar a preparar o espectáculo, a mostrar as novas canções". Fernando Garibay, que colaborou com a artista no extended play (EP) The Fame Monster em 2009, sentiu que Born This Way era um dos seus "momentos mais pessoais". O produtor opinou que "o álbum era o mais pessoal, devido aos detalhes que estão incorporados, a quantidade de paixão e emoção dela e da sua equipa. Cada música era uma história em torno do tema Born This Way. Estamos entusiasmados agora, depositando tudo na digressão e expressando numa apresentação ao vivo." Garibay também afirmou que os concertos nesta nova fase seriam mais exagerados.
| “ | Eu tenho planos, ela vai estar no topo das minhas tarefas do próximo ano, mas eu tenho que começar a ensaiar até ao final deste ano. Isso é o que eu faço. É hora para outra maratona. Se você está correndo uma maratona, e você está prestes a cruzar a linha de chegada, você não para e diz, 'Oh, uma vez que (eu) cruzá-la, acabou'. Você corre tão rápido quanto pode para chegar lá o mais rápido possível. Então eu acho que, para mim, é sobre quantas maratonas posso correr? Quantos sonhos eu posso fazer acontecer? Agora, não para mim, mas para os meus fãs. | ” |
|   | — Gaga, falando em uma entrevista ao jornal britânico The Sun. |   |

O cartaz promocional, revelado a 7 de Fevereiro de 2012, apresenta o rosto de Gaga pairando sobre nuvens escuras, com toques de coloração roxa e turquesa, sendo adjectivado como "bizarro" pela revista Billboard. A cantora também está retratada na imagem em ponto pequeno, ao lado de seus dançarinos na frente de um castelo medieval. A primeira e segunda parte da turné foram anunciadas no dia seguinte, revelando que Gaga iria actuar em países como Coreia do Sul, Hong Kong e Singapura. Foram anunciadas mais datas adicionais a 15 de Fevereiro de 2012, para a parte na Oceania. O director executivo da Live Nation Global Touring Arthur Fogel explicou que a "última turnê estabeleceu-a como um dos maiores actos mundiais e penso que esta será uma extensão disso mesmo, particularmente considerando que iremos a países em que ela nunca esteve, como a América Latina".
A parte europeia foi anunciada em Março de 2012, que consistia em 21 datas ao longo de um período de 2 meses, iniciando na Bulgária e concluindo na Espanha. Posteriormente, Zedd, produtor alemão de música eletrônica, foi declarado como atração de abertura para a parte asiática da turnê, enquanto os antigos colaboradores Lady Starlight e banda de glam rock britânica The Darkness foram abordados como atrações de abertura para a parte europeia da Born This Way Ball.

## Detalhes do show

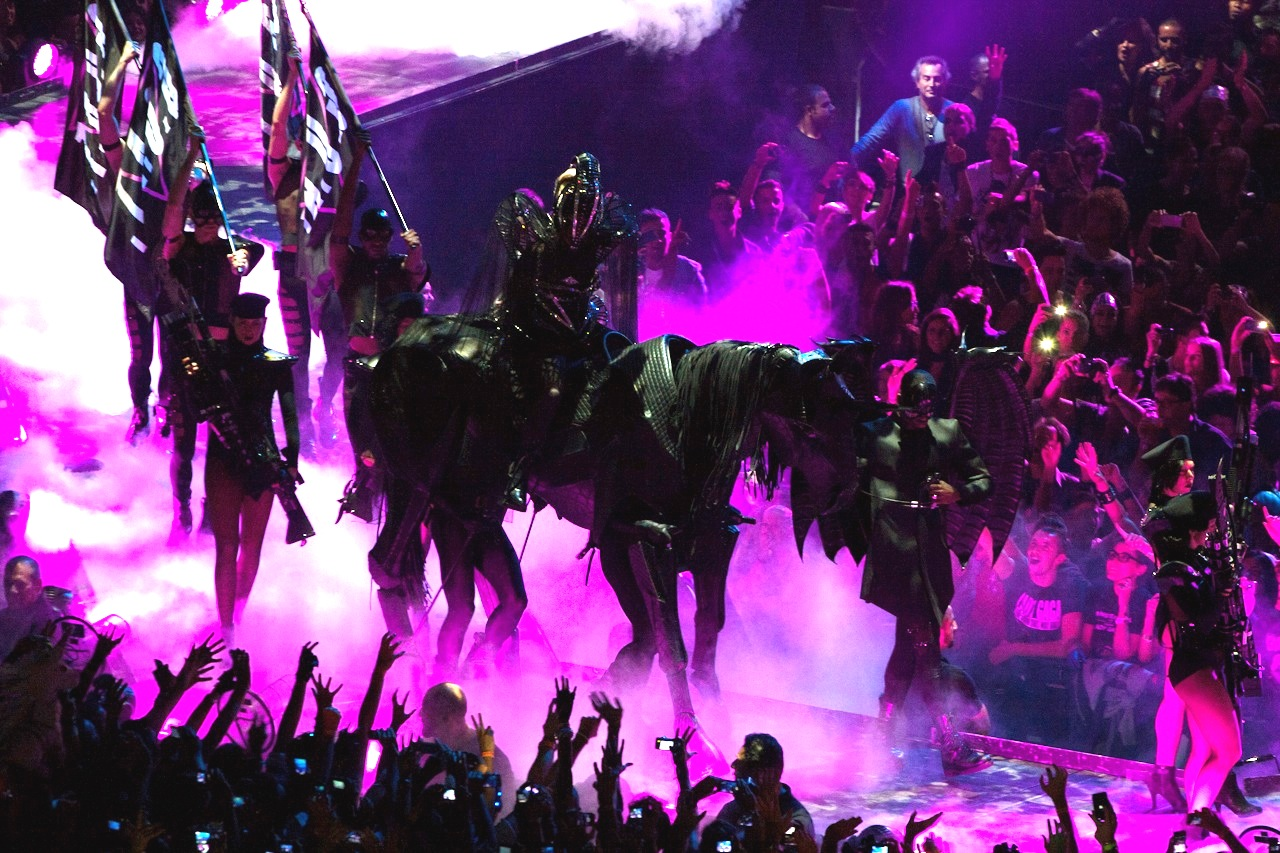
Gaga cantando Highway Unicorn (Road to Love).

- A Born This Way Ball possui uma das maiores estruturas cênicas já feitas para uma turnê musical. A estrutura do palco simula um castelo gótico com três andares, torres, esculturas, escadarias e diversas partes que se movem. O castelo pode se abrir ao meio e dar a impressão de que se está dentro do castelo.[18]
- Os figurinos da turnê foram confeccionados por Giorgio Armani, Versace e Moschino. Armani já havia trabalhado com a cantora em sua turnê anterior.[19]
- Gaga inovou ao adicionar um elemento especial ao palco, que ela chamou de Monster Pit. Em frente ao palco há duas passarelas e chegam a um palco no meio do público. Entretanto, o espaço dessas duas passarelas não tem seus ingressos vendidos, eles são sorteados para os fãs que esperaram mais tempo na fila e que tenham ido mais caracterizados para o show. Além disso, uma das regras para a elegibilidade aos ingressos é o horário de chegada. Os fãs não podem chegar ao local do show antes das 8 horas da manhã do dia do show.[20] Nos concertos realizados no Brasil, as regras para acesso ao Monster Pit não foram respeitadas, sendo que dias antes dos shows já haviam filas formadas em frente aos locais onde aconteceriam os eventos e antes das 8 horas da manhã dos dias de concerto as pulseiras de acesso ao setor já haviam sido distribuídas.

## Polêmicas

### Seul

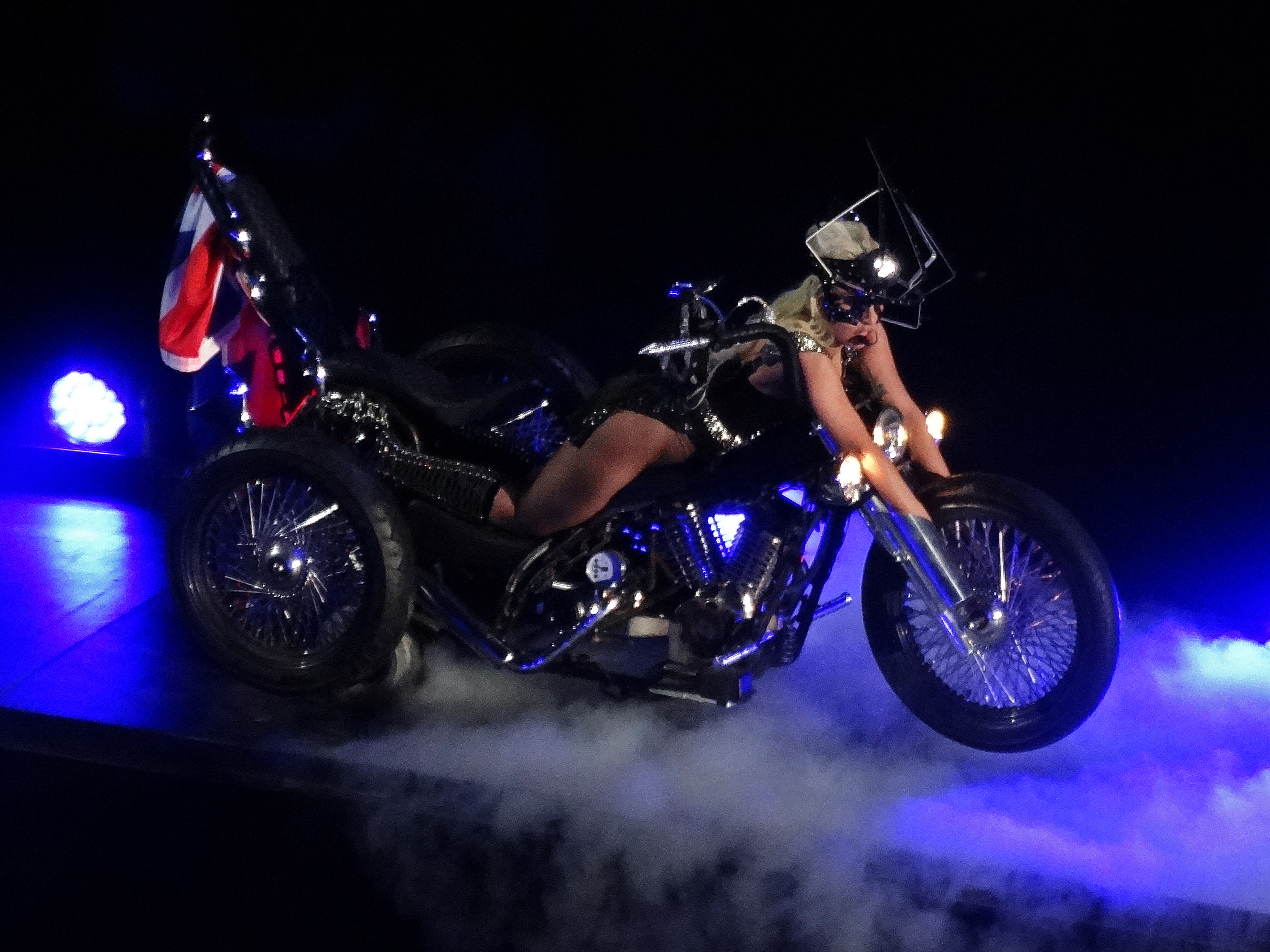
Gaga cantando Heavy Metal Lover.

Dias antes da primeira apresentação da turnê, em Seul, Coreia do Sul, grupos religiosos protestaram contra a realização do show no país A apresentação então foi reclassificada de 12 anos para 18 anos de idade. Um dos grupos afirmou que além de boicotar o espetáculo, os protestantes também boicotariam as empresas patrocinadoras da cantora, que segundo eles cometeria atos obscenos e mostraria comportamento anormal. Os religiosos continuaram com suas manifestações, tendo inclusíve organizado uma oração coletiva em frente ao estádio onde o show seria realizado. No entanto o show ocorreu normalmente, mesmo tendo sofrido algumas modificações, como por exemplo o uso de calças durante "Government Hooker", a fim de amenizar ou retirar partes que poderiam causar mal-estar entre grupos religiosos e minorias do país.

### Manila

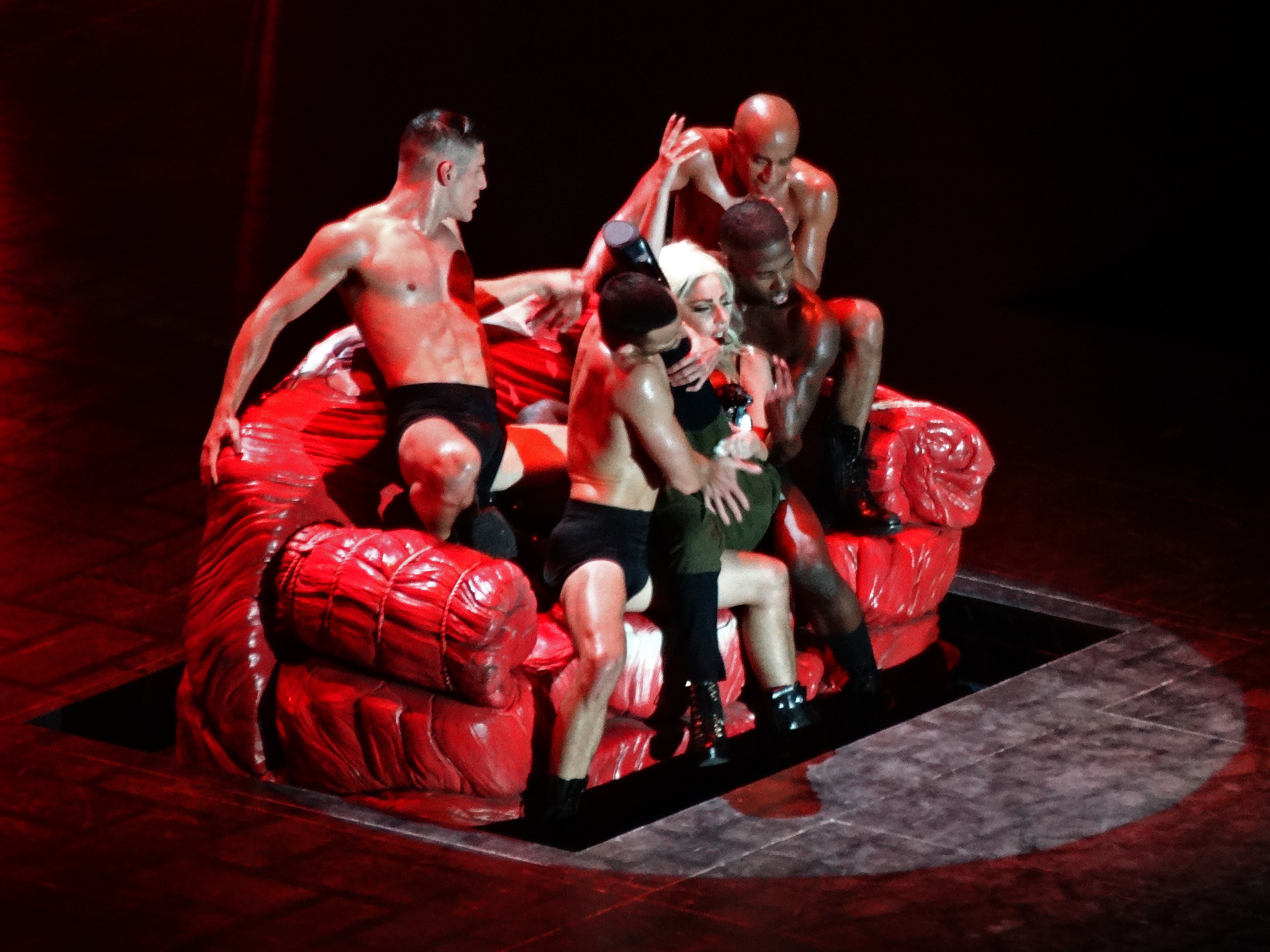
Gaga cantando Alejandro.

Durante a semana que antecedeu os shows de Gaga em Manila, nas Filipinas, um grupo de cerca de 70 cristãos chamado Biblemode Youth Phillippines protestou contra a cantora, pois não concordavam com a realização dos dois shows da cantora na capital filipina. Segundo eles, a canção 'Judas' os agredia moralmente, pois entendem que a música ofende Jesus Cristo. Um dos grupos afirmou que caso a cantora tocasse "Judas" em algum dos shows do país, ele entraria com uma queixa formal e a polícia chegou a avisá-la que poderia ser presa, se o show agredisse aos espectadores. Os concertos tiveram sua realização assegurada com a autorização do governo local, desde que não houvesse nudez, performances sensuais ou conduta indecente. A canção "Judas" foi performada normalmente e a cantora escapou da cadeia.

### Jacarta

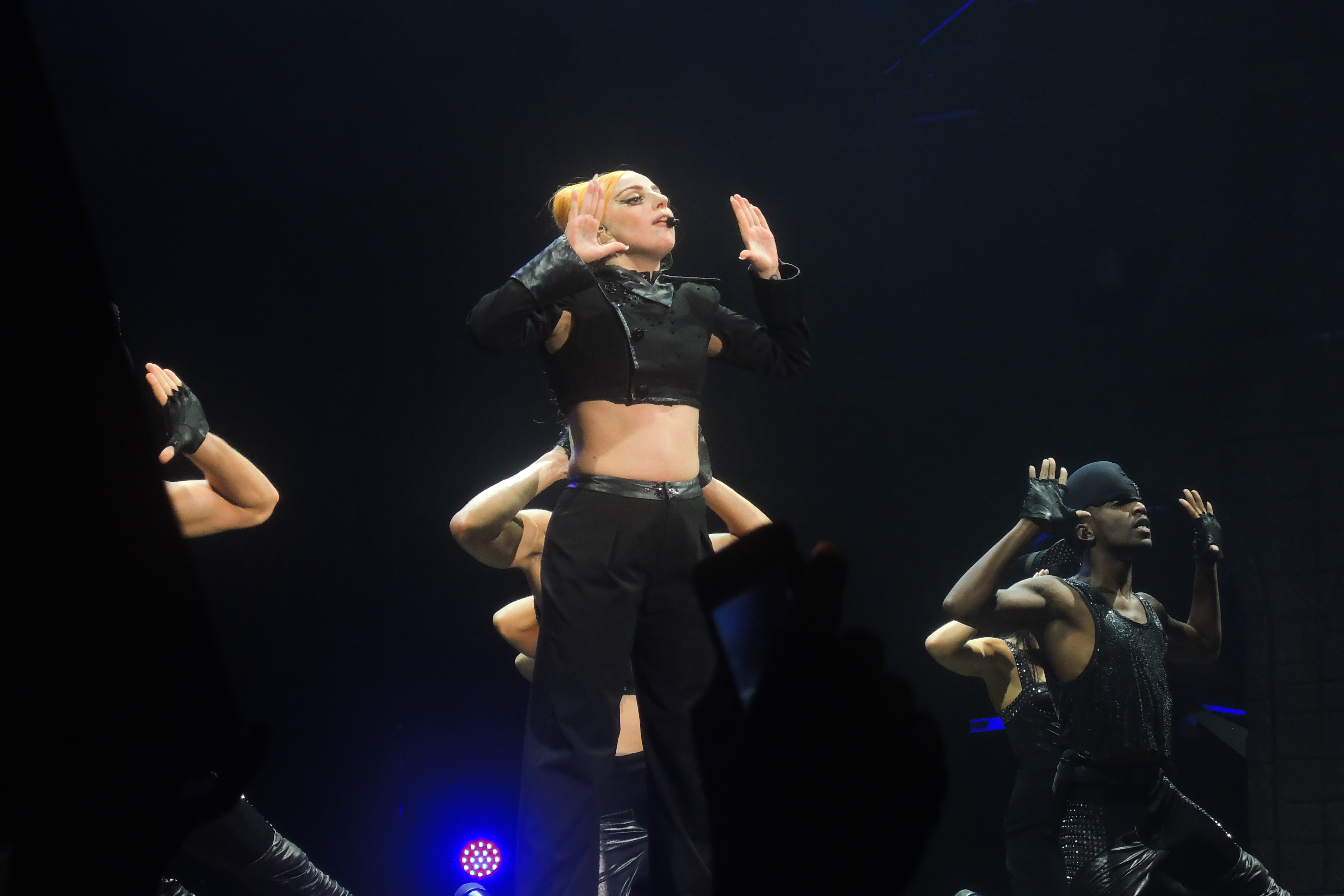
Gaga cantando Scheiße.

Desde a confirmação da realização de um concerto da cantora no país, muitos protestos ocorreram. A partir de então, diversos sites especularam sobre a real possibilidade da realização do espetáculo em Jacarta, na Indonésia, país  que possui a maior população muçulmana do mundo. Protestos enormes estavam sendo realizados contra a cantora e o show, que já possuía aproximadamente 50 mil entradas vendidas -o estádio estava praticamente esgotado-, por parte de grupos islâmicos ultraconservadores locais. Após alguns dias, Gaga pronunciou-se por seu Twitter, afirmando que havia dois problemas em relação a esta apresentação: as ordens de censura das autoridades locais e os protestos. Também afirmou pelo mesmo meio que caso a apresentação realmente ocorresse, seus dançarinos e banda não se apresentariam junto. A Indonésia foi o único país onde a produção recebeu ameaças de violência física. Segundo as entidades religiosas, havia cerca de 30 mil pessoas prontas para protestar e algumas possuíam ingressos e realizariam atentados dentro do estádio. A apresentação só foi oficialmente cancelada quando os fãs da cantora pediram pelo Twitter que ela cancelasse, pois sua própria segurança estaria comprometida e depois que a polícia local afirmou que não autorizaria o concerto, por falta de segurança.

### África do Sul

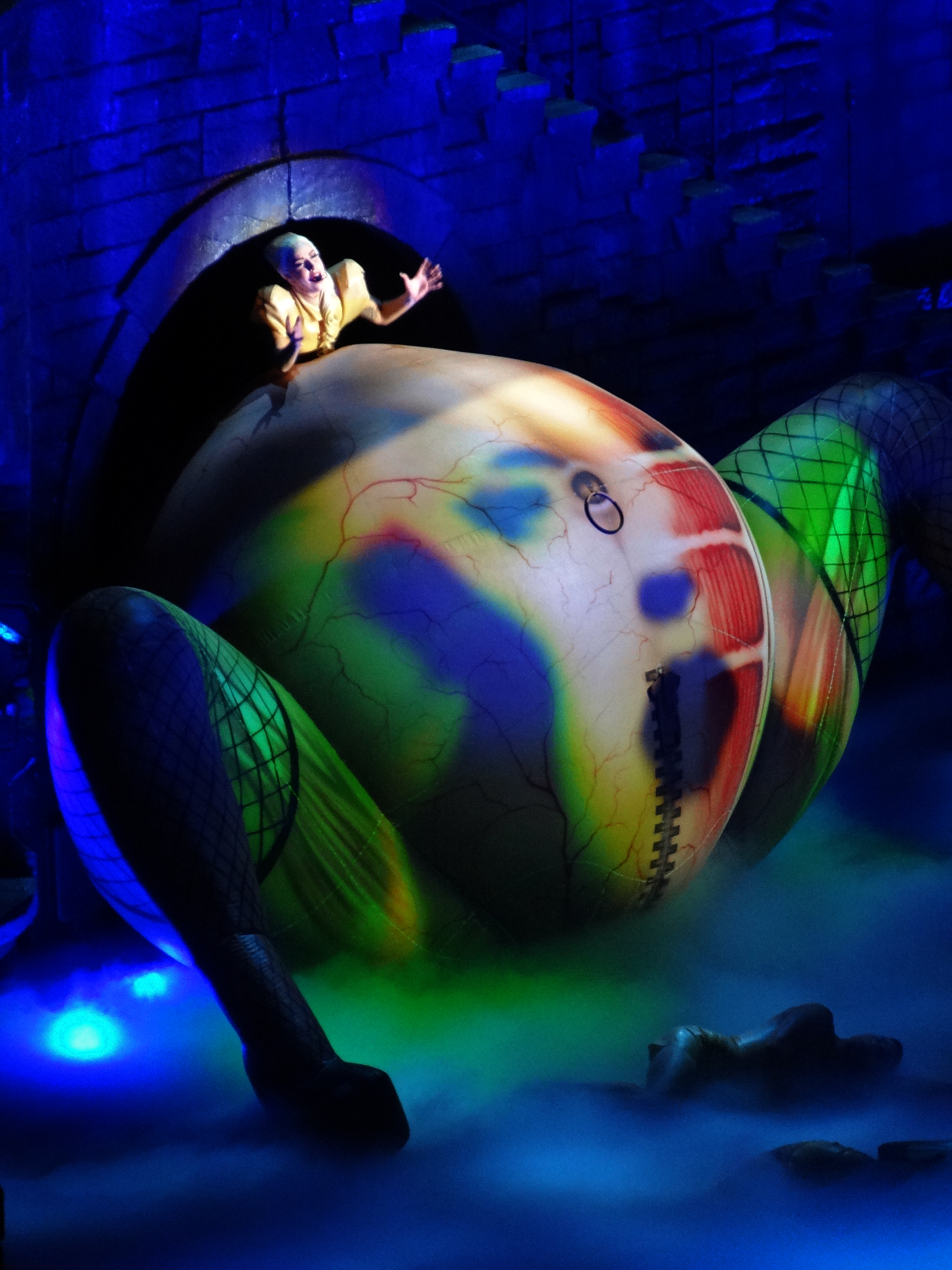
Gaga na introdução de Born This Way (canção), é uma cena de parto.

Logo após a confirmação dos dois shows no país, um grupo cristão sul-africano começou sua mobilização para o cancelamento das apresentações da cantora. Cerca de 2,3 mil pessoas planejam uma manifestação para impedir as apresentações da cantora, em Dezembro de 2012. Já foi realizada uma oração de quatro dias no mês de Julho e representantes do grupo chegaram a chamar a cantora de "diabo". O mesmo grupo já obrigou a produção da cantora Beyoncé a cancelar apresentações no país.

### Dublim
Em Dublim, na Irlanda, também houve um protesto, este porém não relativo à realização do espetáculo, mas sim graças ao uso de peles, por parte da cantora. Ativistas do grupo "ARAN" protestaram levando fotos de animais mortos, pintados com tinta vermelha e cartazes ironizando as letras das músicas da cantora. Alguns dias antes o PETA também havia divulgado uma nota cobrando explicações da cantora sobre o uso das peças e em comunicado, Gaga afirmou que apoia as filosofias de vida de seus admiradores, porém não tolera campanhas "abusivas, violentas e infantis" e finalizou afirmando que ela "respeita a filosofia de vida dos seus seguidores e pede para que respeitem a dela também".

### Bangkok e Hong Kong
Assim que pousou na capital da Tailândia, Gaga causou mal estar ao postar em seu Twitter que "mal posso esperar para me perder em uma feira de rua e comprar um Rolex falso". Tal postagem deixou os fãs extremamente aborrecidos com a cantora. Além desta declaração, Gaga já havia postado outra falando de falsificações logo que chegou a Hong Kong, quando afirmou que "adorava a cidade, pois era o único lugar onde poderia se praticar yoga e comprar uma "Birkin" falsa na mesma rua", porém a postagem obrigou a polícia local a fazer uma visita ao seu quarto de hotel em busca de falsificações, ato que a cantora contou ao público do show que performou na mesma noite.

### Princess Die

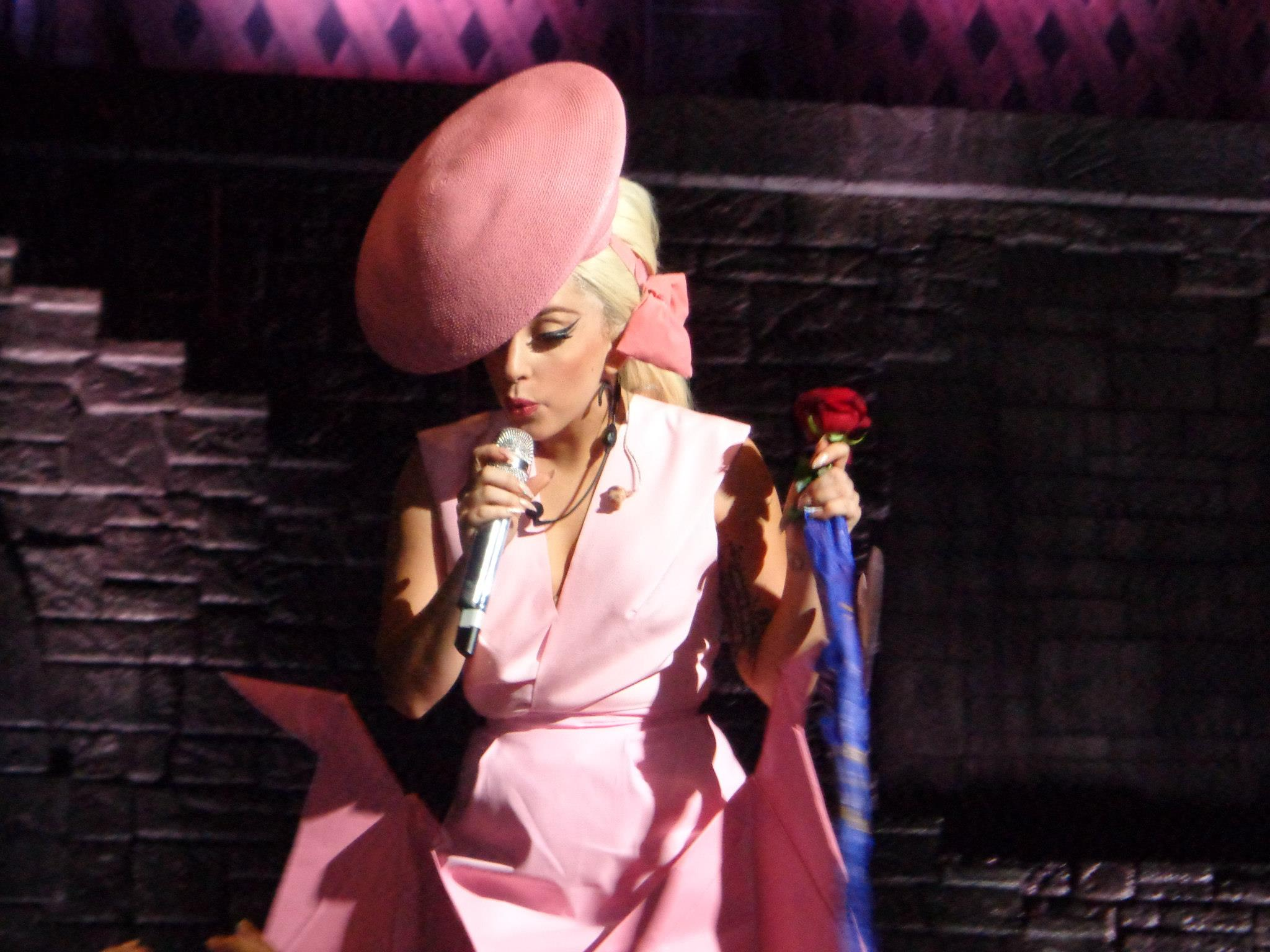
Gaga falando com fãs sobre o seu vestido rosa.

Em 27 de Junho, em Melbourne, a cantora performou pela primeira vez a canção "Princess Die". Ela anunciou que seria uma possível faixa de seu próximo álbum e apresentou uma canção cujo tema central é o suicídio. Segundo a cantora, a faixa seria a "mais profunda e pessoal que ela já havia escrito até então". Entidades sociais ficaram em polvorosa e declararam que a música deveria ser classificada como "um completo desastre". A canção faz uma clara referência à Princesa Diana e sua morte, embora seu nome não seja citado nenhuma vez. A cantora performou a canção em Londres, como uma homenagem à Princesa, mas pedindo aos presentes para que a canção não fosse retirada de seu contexto e que fosse interpretada de forma artística. Mais tarde a canção foi retirada da setlist, voltando a ser apresentada apenas no show em São Paulo - Brasil, a pedidos dos fãs.

### Amsterdã
Durante seu primeiro concerto em Amsterdã, fãs atiraram um cigarro de maconha em direção ao palco. A cantora que era usuária fumou o cigarro em cima do palco, em frente ao público. Após tragar uma vez, ela jogou o cigarro fora e afirmou que parou de beber totalmente, porém não parou de fumar maconha e afirmou que utiliza a substância quando compõe. Segundo ela, o uso de maconha a leva a uma experiência "espiritual" e a imagem da folha de maconha é o novo símbolo de "paz e amor". Em tom de brincadeira, afirmou que conversaria com Barack Obama e Oprah Winfrey para descriminalizar a droga nos Estados Unidos. Muitos fãs da cantora se manifestaram a favor do ato e muitos contra. Mais tarde, a cantora salientou que só agiu de tal forma, pois a legislação dos Países Baixos permite o uso da droga.

### Rússia
Lady Gaga foi ameaçada a ser presa, caso apresentasse um discurso pró LGBT na Russia em dezembro de 2012 durante seus dois shows no país. Mesmo assim a cantora não desistiu de pregar o que acredita e durante o último show da 1° etapa da turnê, em Moscou, durante o discurso que ela realizava em todos os shows após apresentar a canção "Heavy Metal Lover", Gaga questionou seu público: "Vocês se algemariam pela liberdade, Rússia?" e concluiu dizendo: "...Eu acredito que homens e mulheres merecem amar uns aos outros igualmente. Me detenha, Rússia! Me prenda! Eu não me importo."

## Cancelamento da turnê
No dia 09 de fevereiro, começaram especulações sobre a saúde da cantora, e oficialmente no dia 11 foi anunciado o adiamento de 3 shows da turnê e informado que seriam remarcados brevemente. No entanto, não foi o que aconteceu. Após mais exames, o hospital em que Gaga reside diagnosticou que ela havia piorado e isso induziu o cancelamento do resto da etapa Norte-americana da turnê. No dia 13 de fevereiro, foi oficialmente enviada uma nota direta da Haus of Gaga, onde constava a confirmação do cancelamento da turnê e do reembolso para os fãs que haviam adquirido a entrada.

## The Queen
Também no show em São Paulo no dia 11 de novembro de 2012, Gaga apresentou ao vivo pela primeira vez uma versão acústica da canção "The Queen", depois da multidão que a assistia pedir pela música. Na 2° etapa da turnê em 2013, a cantora voltou a apresenta-la porém em um ritmo mais semelhante a versão de estúdio, sendo retirada da setlist antes da turnê se encerrar.

## Cake Like Lady Gaga
A canção foi apresentada logo após "Marry The Night" no Rio de Janeiro em 09 de novembro de 2012, sendo esse o único show da turnê onde Gaga apresentou a música.

## Atrações de abertura
| - Zedd (Ásia) - Lady Starlight (Oceania, Europa, África, América Latina, América do Norte; datas selecionadas) - Madeon (América do Norte; datas selecionadas) - The Darkness (Europa, África e América Latina; datas selecionadas) - Von Smith (Brisbane) | - DJ Melissa O (Costa Rica) - DJ Fabrício Peçanha (Porto Alegre) - DIVA (Paraguai) |

## Setlist
1. "Highway Unicorn (Road to Love)"
2. "Government Hooker"
3. "Born This Way"
4. "Black Jesus † Amen Fashion"
5. "Bloody Mary"
6. "Bad Romance"
7. "Judas"
8. "Fashion of His Love"
9. "Just Dance"
10. "LoveGame"
11. "Telephone"
12. "Heavy Metal Lover"
13. "Bad Kids"
14. "Hair"
15. "Yoü and I"
16. "Electric Chapel"
17. "Americano"
18. "Poker Face"
19. "Alejandro"
20. "Paparazzi"
21. "Scheiße"

Encore
1. "The Edge of Glory"
2. "Marry the Night"
3. "Cake Like Lady Gaga (Somente no Rio de Janeiro)"

1. "Highway Unicorn (Road to Love)"
2. "Government Hooker"
3. "Born This Way"
4. "Black Jesus † Amen Fashion"
5. "Bloody Mary"
6. "Bad Romance"
7. "Judas"
8. "Fashion of His Love"
9. "Just Dance"
10. "LoveGame"
11. "Telephone"
12. "Hair"
13. "Electric Chapel"
14. "Heavy Metal Lover"
15. "Bad Kids"
16. "The Queen"(Em alguns shows)
17. "Yoü and I"
18. "Americano"
19. "Poker Face"
20. "Alejandro"
21. "Paparazzi"
22. "Scheiße"

Encore
1. "The Edge of Glory"
2. "Marry The Night"

## Datas
| Data                    | Cidade           | País           | Local                                    |
| ----------------------- | ---------------- | -------------- | ---------------------------------------- |
| Ásia                    |                  |                |                                          |
| 27 de Abril de 2012     | Seul             | Coreia do Sul  | Estádio Olímpico de Seul                 |
| 2 de Maio de 2012       | Hong Kong        | China          | AsiaWorld-Arena                          |
| 3 de Maio de 2012       | Hong Kong        | China          | AsiaWorld-Arena                          |
| 5 de Maio de 2012       | Hong Kong        | China          | AsiaWorld-Arena                          |
| 7 de Maio de 2012       | Hong Kong        | China          | AsiaWorld-Arena                          |
| 10 de Maio de 2012      | Tóquio           | Japão          | Saitama Super Arena                      |
| 12 de Maio de 2012      | Tóquio           | Japão          | Saitama Super Arena                      |
| 13 de Maio de 2012      | Tóquio           | Japão          | Saitama Super Arena                      |
| 17 de Maio de 2012      | Taipei           | Taiwan         | TWTC Nangang Exhibition Hall             |
| 18 de Maio de 2012      | Taipei           | Taiwan         | TWTC Nangang Exhibition Hall             |
| 21 de Maio de 2012      | Manila           | Filipinas      | Mall of Asia Arena                       |
| 22 de Maio de 2012      | Manila           | Filipinas      | Mall of Asia Arena                       |
| 25 de Maio de 2012      | Banguecoque      | Tailândia      | Estádio Rajamangala                      |
| 28 de Maio de 2012      | Singapura        | Singapura      | Estádio Indoor de Singapura              |
| 29 de Maio de 2012      | Singapura        | Singapura      | Estádio Indoor de Singapura              |
| 31 de Maio de 2012      | Singapura        | Singapura      | Estádio Indoor de Singapura              |
| Oceania                 |                  |                |                                          |
| 7 de Junho de 2012      | Auckland         | Nova Zelândia  | Vector Arena                             |
| 8 de Junho de 2012      | Auckland         | Nova Zelândia  | Vector Arena                             |
| 10 de Junho de 2012     | Auckland         | Nova Zelândia  | Vector Arena                             |
| 13 de Junho de 2012     | Brisbane         | Austrália      | Brisbane Entertainment Centre            |
| 14 de Junho de 2012     | Brisbane         | Austrália      | Brisbane Entertainment Centre            |
| 16 de Junho de 2012     | Brisbane         | Austrália      | Brisbane Entertainment Centre            |
| 20 de Junho de 2012     | Sydney           | Austrália      | Allphones Arena                          |
| 21 de Junho de 2012     | Sydney           | Austrália      | Allphones Arena                          |
| 23 de Junho de 2012     | Sydney           | Austrália      | Allphones Arena                          |
| 24 de Junho de 2012     | Sydney           | Austrália      | Allphones Arena                          |
| 27 de Junho de 2012     | Melbourne        | Austrália      | Rod Laver Arena                          |
| 28 de Junho de 2012     | Melbourne        | Austrália      | Rod Laver Arena                          |
| 30 de Junho de 2012     | Melbourne        | Austrália      | Rod Laver Arena                          |
| 1 de Julho de 2012      | Melbourne        | Austrália      | Rod Laver Arena                          |
| 3 de Julho de 2012      | Melbourne        | Austrália      | Rod Laver Arena                          |
| 7 de Julho de 2012      | Perth            | Austrália      | Burswood Dome                            |
| 8 de Julho de 2012      | Perth            | Austrália      | Burswood Dome                            |
| Europa - 1ª Parte       |                  |                |                                          |
| 14 de Agosto de 2012    | Sófia            | Bulgária       | Armeets Arena                            |
| 16 de Agosto de 2012    | Bucareste        | Roménia        | Piaţa Constituţiei                       |
| 18 de Agosto de 2012    | Viena            | Áustria        | Wiener Stadthalle                        |
| 21 de Agosto de 2012    | Vilnius          | Lituânia       | Vingio Parko Estrada                     |
| 23 de Agosto de 2012    | Riga             | Letônia        | Mežaparka                                |
| 25 de Agosto de 2012    | Tallinn          | Estónia        | Tallinn Song Festival Grounds            |
| 27 de Agosto de 2012    | Helsinque        | Finlândia      | Hartwall Areena                          |
| 28 de Agosto de 2012    | Helsinque        | Finlândia      | Hartwall Areena                          |
| 30 de Agosto de 2012    | Estocolmo        | Suécia         | Ericsson Globe                           |
| 31 de Agosto de 2012    | Estocolmo        | Suécia         | Ericsson Globe                           |
| 2 de Setembro de 2012   | Copenhague       | Dinamarca      | Estádio Parken                           |
| 4 de Setembro de 2012   | Colônia          | Alemanha       | Lanxess Arena                            |
| 5 de Setembro de 2012   | Colônia          | Alemanha       | Lanxess Arena                            |
| 8 de Setembro de 2012   | Londres          | Inglaterra     | Twickenham Stadium                       |
| 9 de Setembro de 2012   | Londres          | Inglaterra     | Twickenham Stadium                       |
| 11 de Setembro de 2012  | Manchester       | Inglaterra     | Manchester Arena                         |
| 15 de Setembro de 2012  | Dublin           | Irlanda        | Aviva Stadium                            |
| 17 de Setembro de 2012  | Amsterdã         | Países Baixos  | Ziggo Dome                               |
| 18 de Setembro de 2012  | Amsterdã         | Países Baixos  | Ziggo Dome                               |
| 20 de Setembro de 2012  | Berlim           | Alemanha       | O2 World                                 |
| 22 de Setembro de 2012  | Paris            | França         | Stade de France                          |
| 24 de Setembro de 2012  | Hanôver          | Alemanha       | TUI Arena                                |
| 26 de Setembro de 2012  | Zurique          | Suíça          | Hallenstadion                            |
| 27 de Setembro de 2012  | Zurique          | Suíça          | Hallenstadion                            |
| 29 de Setembro de 2012  | Antuérpia        | Bélgica        | Sportpaleis                              |
| 30 de Setembro de 2012  | Antuérpia        | Bélgica        | Sportpaleis                              |
| 2 de Outubro de 2012    | Milão            | Itália         | Mediolanum Forum                         |
| 3 de Outubro de 2012    | Nice             | França         | Palais Nikaia                            |
| 4 de Outubro de 2012    | Nice             | França         | Palais Nikaia                            |
| 6 de Outubro de 2012    | Barcelona        | Espanha        | Palau Sant Jordi                         |
| Ámérica Latina          |                  |                |                                          |
| 26 de Outubro de 2012   | Cidade do México | México         | Foro Sol                                 |
| 30 de Outubro de 2012   | San Juan         | Porto Rico     | Coliseo de Puerto Rico                   |
| 31 de Outubro de 2012   | San Juan         | Porto Rico     | Coliseo de Puerto Rico                   |
| 3 de Novembro de 2012   | San José         | Costa Rica     | Estádio Nacional da Costa Rica           |
| 6 de Novembro de 2012   | Bogotá           | Colômbia       | Estádio El Campín                        |
| 9 de Novembro de 2012   | Rio de Janeiro   | Brasil         | Parque Olímpico Cidade do Rock           |
| 11 de Novembro de 2012  | São Paulo        | Brasil         | Estádio do Morumbi                       |
| 13 de Novembro de 2012  | Porto Alegre     | Brasil         | FIERGS                                   |
| 16 de Novembro de 2012  | Buenos Aires     | Argentina      | Estádio Monumental de Núñez              |
| 20 de Novembro de 2012  | Santiago         | Chile          | Estádio Nacional Julio Martínez Prádanos |
| 23 de Novembro de 2012  | Lima             | Peru           | Estádio San Marcos                       |
| 26 de Novembro de 2012  | Assunção         | Paraguai       | Jockey Club del Paraguay                 |
| África                  |                  |                |                                          |
| 30 de Novembro de 2012  | Joanesburgo      | África do Sul  | Estádio FNB                              |
| 3 de Dezembro de 2012   | Cidade do Cabo   | África do Sul  | Estádio Cidade do Cabo                   |
| Europa - 2ª Parte       |                  |                |                                          |
| 6 de Dezembro de 2012   | Baerum           | Noruega        | Telenor Arena                            |
| 9 de Dezembro de 2012   | São Petersburgo  | Rússia         | SKK Arena                                |
| 12 de Dezembro de 2012  | Moscou           | Rússia         | Olimpski Arena                           |
| América do Norte        |                  |                |                                          |
| 11 de Janeiro de 2013   | Vancouver        | Canadá         | Rogers Arena                             |
| 12 de Janeiro de 2013   | Vancouver        | Canadá         | Rogers Arena                             |
| 14 de Janeiro de 2013   | Tacoma           | Estados Unidos | Tacoma Dome                              |
| 15 de Janeiro de 2013   | Portland         | Estados Unidos | Rose Garden Arena                        |
| 17 de Janeiro de 2013   | San Jose         | Estados Unidos | HP Pavilion                              |
| 20 de Janeiro de 2013   | Los Angeles      | Estados Unidos | Staples Center                           |
| 21 de Janeiro de 2013   | Los Angeles      | Estados Unidos | Staples Center                           |
| 23 de Janeiro de 2013   | Phoenix          | Estados Unidos | US Airways Center                        |
| 25 de Janeiro de 2013   | Las Vegas        | Estados Unidos | MGM Grand Garden Arena                   |
| 26 de Janeiro de 2013   | Las Vegas        | Estados Unidos | MGM Grand Garden Arena                   |
| 29 de Janeiro de 2013   | Dallas           | Estados Unidos | American Airlines Center                 |
| 31 de Janeiro de 2013   | Houston          | Estados Unidos | Toyota Center                            |
| 2 de Fevereiro de 2013  | St. Louis        | Estados Unidos | Scottrade Center                         |
| 4 de Fevereiro de 2013  | Kansas City      | Estados Unidos | Sprint Center                            |
| 6 de Fevereiro de 2013  | St. Paul         | Estados Unidos | Xcel Energy Center                       |
| 8 de Fevereiro de 2013  | Toronto          | Canadá         | Air Canada Centre                        |
| 9 de Fevereiro de 2013  | Toronto          | Canadá         | Air Canada Centre                        |
| 11 de Fevereiro de 2013 | Montreal         | Canadá         | Bell Center                              |

| Data                    | Cidade                          | Local                         | Modificação                                                             |
| ----------------------- | ------------------------------- | ----------------------------- | ----------------------------------------------------------------------- |
| 3 de Junho de 2012      | Jacarta, Indonésia              | Estádio Gelora Bung Karno     | Cancelado em razão de protestos religiosos.                             |
| 14 de Agosto de 2012    | Sófia, Bulgária                 | Estádio Nacional Vasil Levski | Redirecionado para a Armeets Arena.                                     |
| 16 de Agosto de 2012    | Bucareste, Romênia              | Estádio Nacional              | Redirecionado para a Piata Constitutiei.                                |
| 4 de Outubro de 2012    | Nice, França                    | Estádio Charles-Ehrmann       | Redirecionado para o Palais Nikaia e estendido para duas apresentações. |
| 2 de Março de 2013      | Atlantic City, Estados Unidos   | Boardwalk Hall                | Cancelado                                                               |
| 13 de Fevereiro de 2013 | Chicago, Estados Unidos         | United Center                 | Cancelado                                                               |
| 14 de Fevereiro de 2013 | Chicago, Estados Unidos         | United Center                 | Cancelado                                                               |
| 16 de Fevereiro de 2013 | Auburn Hills, Estados Unidos    | The Palace of Auburn Hills    | Cancelado                                                               |
| 17 de Fevereiro de 2013 | Hamilton, Canadá                | Copps Coliseum                | Cancelado                                                               |
| 19 de Fevereiro de 2013 | Filadélfia, Estados Unidos      | Wells Fargo Center            | Cancelado                                                               |
| 20 de Fevereiro de 2013 | Filadélfia, Estados Unidos      | Wells Fargo Center            | Cancelado                                                               |
| 22 de Fevereiro de 2013 | Nova York, Estados Unidos       | Madison Square Garden         | Cancelado                                                               |
| 23 de Fevereiro de 2013 | Nova York, Estados Unidos       | Madison Square Garden         | Cancelado                                                               |
| 25 de Fevereiro de 2013 | Washington D.C., Estados Unidos | Verizon Center                | Cancelado                                                               |
| 27 de Fevereiro de 2013 | Boston, Estados Unidos          | TD Garden                     | Cancelado                                                               |
| 2 de Março de 2013      | State College, Estados Unidos   | Bryce Jordan Center           | Cancelado                                                               |
| 3 de Março de 2013      | Uncasville, Estados Unidos      | Mohegan Sun Arena             | Cancelado                                                               |
| 6 de Março de 2013      | Nova York, Estados Unidos       | Barclays Center               | Cancelado                                                               |
| 7 de Março de 2013      | Nova York, Estados Unidos       | Barclays Center               | Cancelado                                                               |
| 10 de Março de 2013     | Nashville, Estados Unidos       | Bridgestone Arena             | Cancelado                                                               |
| 11 de Março de 2013     | Atlanta, Estados Unidos         | Phillips Arena                | Cancelado                                                               |
| 13 de Março de 2013     | Tampa, Estados Unidos           | Tampa Bay Times Forum         | Cancelado                                                               |
| 15 de Março de 2013     | Fort Lauderdale, Estados Unidos | BankAtlantic Center           | Cancelado                                                               |
| 16 de Março de 2013     | Miami, Estados Unidos           | American Airlines Arena       | Cancelado                                                               |
| 18 de Março de 2013     | Greensboro, Estados Unidos      | Greensboro Coliseum Complex   | Cancelado                                                               |
| 20 de Março de 2013     | Tulsa, Estados Unidos           | BOK Center                    | Cancelado                                                               |

### Faturamento
| Local                          | Cidade          | Ingressos Vendidos / Disponíveis | Valor Arrecadado |
| ------------------------------ | --------------- | -------------------------------- | ---------------- |
| Olympic Stadium                | Seul            | 53,684 / 53,684 (100%)           | $4,284,172       |
| AsiaWorld-Arena                | Hong Kong       | 53,613 / 53,613 (100%)           | $9,893,195       |
| Saitama Super Arena            | Tóquio          | 96,950 / 96,950 (100%)           | $18,739,701      |
| TWTC Nangang Exhibition Hall   | Taipei          | 28,173 / 28,173 (100%)           | $4,774,243       |
| Mall of Asia Arena             | Manila          | 19,915 / 19,915 (100%)           | $1,775,387       |
| Rajamangala National Stadium   | Banguecoque     | 41,478 / 41,478 (100%)           | $4,299,376       |
| Singapore Indoor Stadium       | Singapura       | 30,952 / 30,952 (100%)           | $4,744,331       |
| Vector Arena                   | Auckland        | 35,367 / 35,367 (100%)           | $3,669,324       |
| Brisbane Entertainment Centre  | Brisbane        | 31,396 / 31,926 (100%)           | $4,289,453       |
| Allphones Arena                | Sydney          | 54,774 / 54,774 (100%)           | $7,563,088       |
| Rod Laver Arena                | Melbourne       | 60,031 / 60,031 (100%)           | $8,169,642       |
| Burswood Dome                  | Perth           | 32,046 / 32,046 (100%)           | $3,696,627       |
| Armeets Arena                  | Sófia           | 19,705 / 19,705 (100%)           | $1,289,708       |
| Piaţa Constituţiei             | Bucareste       | 27,602 / 27,602 (100%)           | $1,927,303       |
| Wiener Stadthalle              | Viena           | 13,826 / 13,826 (100%)           | $1,213,814       |
| Vingio Parko Estrada           | Vilnius         | 14,853 / 14,853 (100%)           | $1,004,182       |
| Mežaparka                      | Riga            | 18,974 / 18,974 (100%)           | $1,687,997       |
| Tallinn Festival Grounds       | Tallinn         | 16,191 / 16,191 (100%)           | $1,011,992       |
| Hartwall Areena                | Helsinque       | 19,793 / 19,793 (100%)           | $2,043,247       |
| Ericsson Globe                 | Estocolmo       | 27,447 / 27,447 (100%)           | $2,848,530       |
| Parken Stadium                 | Copenhague      | 27,819 / 27,819 (100%)           | $2,223,471       |
| Lanxess Arena                  | Colônia         | 25,123 / 25,123 (100%)           | $2,312,695       |
| Twickenham Stadium             | Londres         | 151,250 / 151,250 (100%)         | $10,714,991      |
| Manchester Arena               | Manchester      | 16,543 / 16,543 (100%)           | $1,795,795       |
| Aviva Stadium                  | Dublin          | 50,005 / 50,005 (100%)           | $3,523,340       |
| Ziggo Dome                     | Amsterdã        | 26,375 / 26,375 (100%)           | $2,462,977       |
| O2 World Berlin                | Berlim          | 26,968 / 26,968 (100%)           | $1,868,313       |
| Stade de France                | Paris           | 80,617 / 80,617 (100%)           | $6,367,305       |
| TUI Arena                      | Hanôver         | 13,816 / 13,816 (100%)           | $1,275,831       |
| Hallenstadion                  | Zurique         | 26,626 / 26,626 (100%)           | $3,035,010       |
| Sportpaleis                    | Antuérpia       | 33,539 / 33,539 (100%)           | $2,948,685       |
| Mediolanum Forum               | Milão           | 11,953 / 11,953 (100%)           | $2,819,536       |
| Palais Nikaia                  | Nice            | 13,169 / 13,169 (100%)           | $1,088,012       |
| Palau Sant Jordi               | Barcelona       | 16,934 / 16,934 (100%)           | $1,705,685       |
| Foro Sol                       | Mexico City     | 37,260 / 37,260 (100%)           | $4,666,769       |
| Coliseo de Puerto Rico         | San Juan        | 21,262 / 21,262 (100%)           | $2,242,937       |
| Estadio Nacional de Costa Rica | San José        | 29,014 / 29,014 (100%)           | $1,661,029       |
| Estadio El Campín              | Bogotá          | 30,546 / 36,335 (84%)            | $2,465,994       |
| Parque dos Atletas             | Rio de Janeiro  | 26,167 / 26,167 (100%)           | $2,218,846       |
| Estádio do Morumbi             | São Paulo       | 43,137 / 43,137 (100%)           | $4,293,859       |
| FIERGS Parking Lot             | Porto Alegre    | 9,918 / 9,918 (100%)             | $923,379         |
| River Plate Stadium            | Buenos Aires    | 45,007 / 45,007 (100%)           | $3,988,565       |
| Estadio Nacional               | Santiago        | 42,416 / 42,416 (100%)           | $2,849,707       |
| Estadio Universidad San Marcos | Lima            | 36,163 / 36,163 (100%)           | $1,732,732       |
| Jockey Club                    | Assunção        | 26,581 / 26,581 (100%)           | $1,807,371       |
| FNB Stadium                    | Joanesburgo     | 88,570 / 88,570 (100%)           | $6,870,964       |
| Cape Town Stadium              | Cidade do Cabo  | 39,527 / 39,527 (100%)           | $2,285,389       |
| Telenor Arena                  | Oslo            | 24,566 / 24,566 (100%)           | $1,758,812       |
| SKK Arena                      | São Petersburgo | 17,127 / 17,127 (100%)           | $1,474,499       |
| Olimpiyskiy                    | Moscou          | 29,522 / 29,522 (100%)           | $5,022,660       |
| Rogers Arena                   | Vancouver       | 30,054 / 30,054 (100%)           | $2,891,441       |
| Tacoma Dome                    | Tacoma          | 17,185 / 17,185 (100%)           | $2,258,450       |
| Rose Garden Arena              | Portland        | 18,853 / 18,853 (100%)           | $1,691,496       |
| HP Pavilion                    | San Jose        | 31,465 / 31,465 (100%)           | $2,198,246       |
| Staples Center                 | Los Angeles     |                                  |                  |
| TOTAL                          | TOTAL           | 1,963,407 / 1,989,196 (99.8%)    | $216,989,753     |